# RJ41
 (signalé en juin 2025).
Si vous disposez d'ouvrages ou d'articles de référence ou si vous connaissez des sites web de qualité traitant du thème abordé ici, merci de compléter l'article en donnant les références utiles à sa vérifiabilité et en les liant à la section « Notes et références ».
- Archive Wikiwix
- Bing
- Cairn
- DuckDuckGo
- E. Universalis
- Gallica
- Google
- G. Books
- G. News
- G. Scholar
- Persée
- Qwant
- (zh) Baidu
- (ru) Yandex
- (wd) trouver des œuvres sur Wikidata

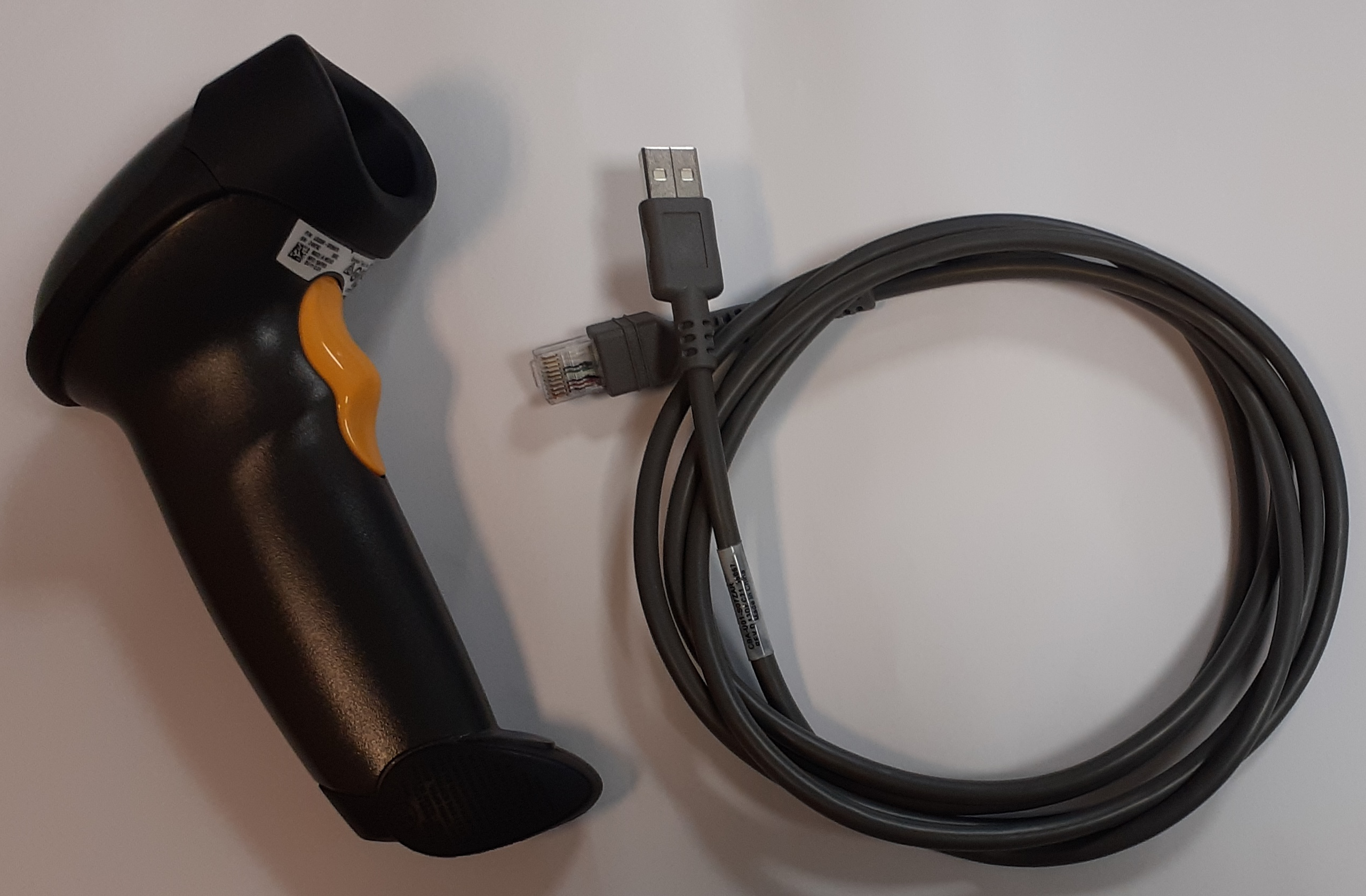
Lecteur code-barres avec son câble de liaison

Le connecteur RJ41 ou Registered Jack 41 est un connecteur.
Il s'agit d'un connecteur utilisé pour certains périphériques, notamment pour certains lecteurs de code-barres ; d'un côté c'est le connecteur RJ41 pour être branché au périphérique et de l'autre le connecteur USB Type-A pour être branché au poste informatique pour la récupération des données lues par le lecteur.
Ce connecteur possède 10 contacts.